# IC 5119
IC 5119 је спирална галаксија у сазвјежђу Пегаз која се налази на листи објеката дубоког неба у Индекс каталогу.
Деклинација објекта је + 21° 50' 15" а ректасцензија 21h 33m 55,9s. Привидна величина (магнитуда) објекта IC 5119 износи 14,5 а фотографска магнитуда 15,4. IC 5119 је још познат и под ознакама UGC 11766, CGCG 472-1, PGC 66969.